# Liste der Prüfungsordnungen für die Zulassung zum Hochschulstudium ohne Reifezeugnis
Erst gegen Ende des 19. Jahrhunderts verloren die Universitäten in Deutschland das ihnen seit ihrer Gründung im Mittelalter zustehende Recht über die Aufnahme von Studenten selbst zu entscheiden: Die Universität ist eine Veranstaltung des Staates hieß es nun. Demgemäß entschieden jetzt staatliche Stellen über die Zugangsberechtigung zu den Universitäten und sonstigen Hochschulen. Wegen der Kulturhoheit der Länder entschieden die Kultus- bzw. Unterrichtsverwaltungen der Länder über dieses insbesondere nach dem Ersten Weltkrieg immer drängender werdende Problem (Heimkehrende unausgebildete Soldaten einerseits und Öffnung der Hochschulen für begabte Arbeiterkinder andererseits waren die Schlagworte, die publikumswirksam vorgebracht wurden).
Die Prüfung wurde Anfang bis Mitte der 1980er Jahre in allen Ländern der Bundesrepublik Deutschland zu Gunsten der Zulassung von Berufsqualifizierten auf Grund eines Beschlusses der Kultusministerkonferenz abgeschafft bzw. nur noch für Ausnahmefälle von nicht hinreichend beruflich Qualifizierten aufrechterhalten.

## 1923 bis zur reichseinheitlichen Vorschrift 1938
Prüfungsordnungen der Länder des Deutschen Reiches während der Weimarer Republik als Reaktion auf den Beschluss der Hochschulkonferenz in Bensheim (3.–6. Mai 1922) und den der 11. ausserordentlichen Konferenz der Rektoren der deutschen Universitäten und Hochschulen in Marburg (13./14. März 1923)

### Baden
(Alle badischen Hochschulen)
- Studium besonders Begabter ohne Reifezeugnis an den badischen Hochschulen,

Bekanntmachung vom 8. Mai 1928 – A 6468 – (Amtsblatt des Badischen Ministeriums für Kultus und Unterricht 1928, S. 118)

### Bayern
(Alle bayerischen Hochschulen)
- Prüfungsordnung über die Zulassung besonders Begabter ohne Reifezeugnis zum Studium an den bayerischen Hochschulen,

Bekanntmachung des Staatsministeriums für Unterricht und Kultus vom 11. Januar 1929 – V 51 558 – (Bayerischer Staatsanzeiger Nr. 11 vom 14. Januar 1929 = KMBl. S. 3)
- Bekanntmachung des Staatsministeriums für Unterricht und Kultus vom 10. Juli 1929 – V 20 310 – (Bayerischer Staatsanzeiger Nr. 160 = KMBl. 1929 S. 124)

- Verordnung vom 1. April 1931 (bayGVBl. 1931 S. 69)

### Braunschweig
Eine Prüfungsordnung soll am 5. März 1929 erlassen worden sein.

### Hamburg
(Universität Hamburg)
Bestimmungen über die Zulassung zum Studium ohne Reifezeugnis vom März 1926
Die hamburgische Prüfungsordnung soll eine Übernahme der preußischen Prüfungsordnung vom 11. Juni 1924 gewesen sein (Sonderdruck der Schulbehörde und in den Tageszeitungen veröffentlicht).

### Mecklenburg-Schwerin
(Universität Rostock)
Eine Prüfungsordnung ist nicht ergangen; der Mecklenburg-Schwerinische Minister für Unterricht, Kunst, geistliche und Medizinalangelegenheiten hat sich entschlossen, Gesuche um Zulassung zum Studium an der Universität Rostock durch die preußische Prüfungsstelle für die Zulassung zum Universitätsstudium ohne Reifezeugnis entscheiden zu lassen.

### Preußen
(12 Universitäten)
Durchführung von Versuchen an der Universität Berlin unter Zugrundelegung der Bensheimer Beschlüsse,
- Erlass des Ministers für Wissenschaft, Kunst und Volksbildung vom 15. November 1922 – U I 2952 –

Zulassung zum Universitätsstudium ohne Reifezeugnis (Vorläufige Prüfungsordnung),
- Erlass des Ministers für Wissenschaft, Kunst und Volksbildung vom 24. April 1923 – U I 643 – 1 U II – (Zentralblatt für die gesamte Unterrichts-Verwaltung in Preußen – 68. Jahrgang – 1926, S. 277)

Zulassung zum Universitätsstudium ohne Reifezeugnis
(Geltung nur für Universitäten):
- Bekanntmachung des Ministers für Wissenschaft, Kunst und Volksbildung vom 26. Juli 1923 – U I 643 II – (Zentralblatt für die gesamte Unterrichts-Verwaltung in Preußen – 65. Jahrgang – 1923, S. 299)
- Bekanntmachung des Ministers für Wissenschaft, Kunst und Volksbildung Nr. 326 vom 11. Juni 1924 – U I 1161 – (Zentralblatt für die gesamte Unterrichts-Verwaltung in Preußen – 68. Jahrgang – 1926, S. 277)

(Geltung für die Landwirtschaftlichen, Tierärztlichen, Forstlichen und Handelshochschulen)
- Bekanntmachung des Ministers für Wissenschaft, Kunst und Volksbildung Nr. 324 vom 19. April 1926 – U I 399 – (Zentralblatt für die gesamte Unterrichts-Verwaltung in Preußen – 68. Jahrgang – 1926, S. 194 und 276)

(Geltung für die Pädagogischen Akademien)
- Bekanntmachung des Ministers für Wissenschaft, Kunst und Volksbildung Nr. 325 vom 3. Juni 1926 – U III 1946 U I – (Zentralblatt für die gesamte Unterrichts-Verwaltung in Preußen – 68. Jahrgang – 1926, S. 276)

(Geltung für die preußischen Technische Hochschulen)
- Bekanntmachung des Ministers für Wissenschaft, Kunst und Volksbildung Nr. 162 vom 8. März 1927 – U I 2490/26.1 – (Zentralblatt für die gesamte Unterrichts-Verwaltung in Preußen – 69. Jahrgang – 1927, S. 112)

(Geltung für alle preußischen wissenschaftlichen Hochschulen)
- Bekanntmachung des Ministers für Wissenschaft, Kunst und Volksbildung Nr. 162 vom 8. März 1927 – U I 2490/26. 1 – (Zentralblatt für die gesamte Unterrichts-Verwaltung in Preußen – 69. Jahrgang – 1927, S. 112)

### Sachsen
(Universität Leipzig und Technische Hochschule Dresden)

Zulassung besonders Begabter ohne Reifeprüfung zum Studium an der Universität Leipzig oder an der Technischen Hochschule Dresden,
- Prüfungsordnung durch Erlaß des Ministeriums für Volksbildung vom 7. Dezember 1923 – Nr. I 2324 A – (Verordnungsblatt des Ministeriums für Volksbildung [VOBl. MinfV.] 1923, S. 212;)[5]
- Änderung der Prüfungsordnung vom 25. März 1924 – H: 23 i Z 1 – (VOBl. MinfV. 1924, S. 53)
- Änderung der Prüfungsordnung vom 4. Juli 1924 – A: 133 i Z 1 – (VOBl. MinfV. 1924, S. 72)
- Prüfungsordnung vom 22. März 1930, Erlaß des Ministeriums für Volksbildung – A: 26 Z 1 – (VOBl. MinfV. 1930, S. 23)

### Thüringen
(Universität in Jena)

Zulassung besonders Begabter ohne Reifezeugnis zum Studium an der Thüringischen Landesuniversität in Jena
- Bekanntmachung des Thüringischen Ministeriums für Volksbildung vom 15. September 1923 – IV 1914 D 1 – ABl. (Thüringisches Ministerium für Volksbildung) 1923, S. 237;[6] Prüfungsordnung zur Zulassung zum Studium ohne Reifezeugnis,
- Bekanntmachung der Begabtenprüfungsordnung vom 1. August 1924 des Thüringischen Ministeriums für Volksbildung – IV 1914 D 1 –

### Württemberg
(Universität Tübingen)

Zulassung zum Hochschulstudium ohne Reifezeugnis,
- Verordnung des Kultusministeriums über die Zulassung zum Hochschulstudium ohne Reifezeugnis vom 15. April 1929 – Nr. 4406 –

Amtsblatt des Württembergischen Kultusministeriums (Nr. 22) 1929, S. 60–62

## 1938 bis 1945
Prüfungsordnungen für die Zulassung zum Hochschulstudium ohne Reifezeugnis

Regelung des Reiches während der Zeit von 1938 bis (zur Neugründung der Länder) 1945
- Ordnung der Prüfung für die Zulassung zum Studium ohne Reifezeugnis an den deutschen Hochschulen,

Runderlaß des Reichsministers für Wissenschaft, Erziehung und Volksbildung vom 8. August 1938 – W J 2670 E III, E IV, E V – (RMinAmtsbl Deutsche Wissenschaft 1938, 165)
in Kraft im Altreich ab 1. September 1938; mit dem gleichen Zeitpunkt kommen die Prüfungsordnungen in den einzelnen Ländern in Fortfall;
- Ordnung der Prüfung für die Zulassung zum Studium ohne Reifezeugnis an den deutschen Hochschulen,

Runderlaß des Reichsministers für Wissenschaft, Erziehung und Volksbildung vom 8. August 1938 – W J 1480 E III e, E IV, E V (a) – (RMinAmtsbl Deutsche Wissenschaft 1939, S. 285);
in Kraft in den dem Reich angeschlossenen Reichsgau Sudetenland und den alpen- und donauländischen Reichsgauen (= Österreich);
- Änderung der Prüfungsordnung in der Fassung des Runderlaß des Reichsministers für Wissenschaft, Erziehung und Volksbildung vom 21. Oktober 1941 – WA 1990 WJ, WS, Z II a. – in Kraft ab 1. September 1938

Die Prüfungsordnung galt später auch für die wissenschaftlichen Hochschulen in Danzig, für die Universität in Posen und die Universität in Straßburg (alle ab 1941)
- Änderung der Ordnung in der Fassung des Runderlaß des Reichsministers für Wissenschaft, Erziehung und Volksbildung vom 22. März 1942 – WJ 3580 –
- Änderung der Ordnung der Prüfung für die Zulassung zum Studium ohne Reifezeugnis an den deutschen Hochschulen,

Runderlaß des Reichsministers für Wissenschaft, Erziehung und Volksbildung vom 22. Dezember 1942 – WJ 3580 (b) – (MinBl WEV 1943 S. 19)

## 1945 bis 1959: Nachkriegszeit und Wirtschaftswunder
Regelungen der Länder während der Zeit von der Neugründung der Länder 1945 bis (zur KMK-Vereinbarung) 1959:

### Württemberg und Nordbaden (bis 1952)
- Ordnung der Prüfung für die Zulassung zum Hochschulstudium ohne Reifezeugnis (sog. Begabtenprüfung) in Württemberg und Nordbaden,

Bekanntmachung des Kultusministeriums vom 22. Oktober 1948 – U III A Nr. 1337 – (Amtsblatt des Kultusministeriums Nr. 8 vom 30. November 1948, ABl. 1948, S. 101), in Kraft ab 22. Oktober 1948

### Bayern
- Ordnung der Begabtenprüfung für die Zulassung zum Hochschulstudium ohne Reifezeugnis (Begabtenprüfung),

Verordnung des Staatsministeriums für Unterricht und Kultus vom 31. August 1948 – Nr. VI 57957 – über die Zulassung zum Hochschulstudium ohne Reifeprüfung (Begabtenreifeprüfung – Sonderreifeprüfung) (Amtsblatt des Bayerischen Staatsministeriums für Unterricht und Kultus – KMBl. S. 114), in Kraft ab 31. August 1948, außer Kraft ab 14. November 1956
- Ordnung der Begabtenprüfung für die Zulassung zum Hochschulstudium ohne Reifezeugnis,

Bekanntmachung des Staatsministeriums für Unterricht und Kultus vom 14. November 1956 – Nr. VI 37230 – über die Zulassung zum Hochschulstudium ohne Reifezeugnis, in Kraft ab 15. November 1956

### Berlin
- Prüfungsordnung für die Zulassung zum Studium ohne Reifezeugnis (Wissenschaftliches Landesprüfungsamt Berlin) vom 6. Februar 1950,

Bekanntmachung unbekannt
- Ordnung der Zulassung zum Hochschulstudium ohne Reifezeugnis (Begabtenprüfung),

Bekanntmachung vom 1. Dezember 1958 – Vbildg II a A/II a G – (Amtsblatt für Berlin – 8. Jahrgang – Nr. 64, 31. Dezember 1958 S. 1626), in Kraft ab 1. Januar 1959
- Änderung der Ordnung der Zulassung zum Hochschulstudium ohne Reifezeugnis (Begabtenprüfung),

Bekanntmachung vom 29. Juni 1959 – Vbildg II a U/II a G – (Amtsblatt für Berlin – 9. Jahrgang – Nr. 39, 31. Juli 1959 S. 888), in Kraft ab 1. August 1959

### Hamburg
- Ordnung der Schulbehörde für die Zulassung zum Hochschulstudium ohne Reifezeugnis,

Ordnung vom 13. Dezember 1947
- Prüfungsordnung für die Zulassung zum Hochschulstudium ohne Reifezeugnis vom 3. März 1961 – 2 – F VII a 11 – (Mitteilungsblatt der Schulbehörde der Freien und Hansestadt Hamburg, MBlSchul 1961, Nr. 1, S. 44), in Kraft ab 1. April 1961, ab 1977 nicht mehr durchgeführt.

### Hessen
- Ordnung für die Zulassung zum Hochschulstudium ohne Reifezeugnis des Hessischen Kultusministers vom 12. November 1956 – III/3 – 339-56 – (Amtsblatt des Ministers für Volksbildung ABl. HMEV S. 558),

### Niedersachsen
- Ordnung der Begabtenprüfung für die Zulassung zum Hochschulstudium,

Ordnung vom 19. Dezember 1947 – K I 4501/47 Zi. – (ABl. für Niedersachsen 1948 S. 24), in Kraft ab 19. Dezember 1947, außer Kraft ab 30. September 1959

### Nordrhein-Westfalen
- Ordnung der Begabtenprüfung für die Zulassung zum Hochschulstudium,

Runderlaß des Kultusministers vom 17. März 1948 – II E 7 – 24/5 Nr. 925/48 (Ministerialblatt MBl. (NW) 1948 S. 164), in Kraft ab 17. März 1948, außer Kraft am 22. Februar 1960

### Rheinland-Pfalz
- Ordnung für die Zulassung zum Hochschulstudium ohne Reifezeugnis in Rheinland-Pfalz,

Runderlaß des Ministeriums für Unterricht und Kultus vom 1. April 1954 – V 3 Tgb. Nr. 1098 – (Amtsblatt des Ministeriums für Unterricht und Kultus 1954, S. 77)

### Saarland
- Ordnung der Prüfung für die Zulassung zum Hochschulstudium ohne Reifezeugnis,

Ordnung vom 5. Mai 1958 (Amtl. Schulbl. S. 58/1958), außer Kraft am 30. September 1970

### Schleswig-Holstein
- Ordnung der Begabtenprüfung für die Zulassung zum Hochschulstudium,

Bekanntmachung des Ministeriums für Volksbildung – Nr. 105/48 – vom 3. Februar 1948 (Amtsbl. Schl.-H. 1948 S. 107), in Kraft ab 3. Februar 1948

## 1959 bis 1976
Neue Regelungen in Folge der Vereinbarung über die Zulassung zum Hochschulstudium ohne Reifezeugnis der Länder während der Zeit von 1959 (der KMK-Vereinbarung) bis zu den ersten Absichtserklärungen einer grundlegenden Reform der Voraussetzungen für den Zugang zur Hochschule 1976:
Zulassung zum Hochschulstudium ohne Reifezeugnis:
Personen, die für ein bestimmtes Fachgebiet eine hervorragende Begabung besitzen, auf Grund ihres Entwicklungsganges aber keine Reifeprüfung ablegen konnten, können nach den folgenden Grundsätzen zum Hochschulstudium zugelassen werden…
(Beschluss der Kultusministerkonferenz vom 22. April 1959)

### Baden-Württemberg
- Ordnung der Prüfung für die Zulassung zum Hochschulstudium ohne Reifezeugnis (»Begabtenprüfung«),

Bekanntmachung vom 10. Mai 1960 – U Nr. 3993 – (Amtsblatt des Kultusministeriums S. 324)

### Bayern
- Prüfungsordnung für die Zulassung zum Hochschulstudium ohne Reifezeugnis (Begabtenprüfung),

Bekanntmachung vom 20. November 1959 (KMBl. S. 442),
- Prüfungsordnung für die Zulassung zum Hochschulstudium ohne Reifezeugnis (Begabtenprüfung),

Bekanntmachung vom 6. Februar 1970 Nr. III B 3–6/1690 (KMBl. S. 149), außer Kraft ab 31. Dezember 1971
- Prüfungsordnung für die Zulassung zum Hochschulstudium ohne Reifezeugnis (Begabtenprüfung),

Prüfungsordnung vom 7. Dezember 1971 (GVBl. S. 460, auch im KMBl. S. 191), in Kraft ab 1. Januar 1972
- Änderung der Prüfungsordnung für die Zulassung zum Hochschulstudium ohne Reifezeugnis (Begabtenprüfung),

Prüfungsordnung in der Fassung der Verordnung vom 25. Mai 1971 (GVBl. S. 207, auch im KMBl. S. 715)
- Ausführungsbestimmungen zur Prüfungsordnung für die Zulassung zum Hochschulstudium ohne Reifezeugnis (Begabtenprüfung),

Bekanntmachung vom 7. Februar 1972 Nr. III B 4 – 13/1219

### Berlin
Ordnung der Zulassung zum Hochschulstudium ohne Reifezeugnis (Begabtenprüfung)
- Änderung der Ordnung der Zulassung zum Hochschulstudium ohne Reifezeugnis (Begabtenprüfung),

Bekanntmachung vom 22. Februar 1962 – Vbildg II a U/II a G – (Amtsblatt für Berlin – 12. Jahrgang – Nr. 39, 31. Juli 1959 S. 276), in Kraft ab 1. August 1959

### Bremen
- Ordnung der Prüfung für die Zulassung zum Hochschulstudium ohne Reifezeugnis vom 28. März 1972 (BremABl. S. 213),

- Änderung der Ordnung der Prüfung für die Zulassung zum Hochschulstudium ohne Reifezeugnis vom 8. Mai 1973 (BremABl. S. 152),

- Neufassung der Ordnung der Prüfung für die Zulassung zum Hochschulstudium ohne Reifezeugnis vom 15. Juni 1973 (BremABl. S. 351),

- Ordnung der Prüfung für die Zulassung zum Hochschulstudium ohne Reifezeugnis vom 23. Oktober 1973 (BremABl. S. 515),

- Änderung der Ordnung der Prüfung für die Zulassung zum Hochschulstudium ohne Reifezeugnis vom 13. Mai 1975 (BremABl. S. 377),

- Neufassung der Ordnung der Prüfung für die Zulassung zum Hochschulstudium ohne Reifezeugnis,

Bekanntmachung der Neufassung vom 21. Mai 1975 (BremABl. –Nr. 50– S. 481), in Kraft ab 21. Mai 1975
- Ordnung der Prüfung für die Zulassung zum Hochschulzugang ohne Abiturzeugnis, in der Fassung der Bekanntmachung vom 15. Juni 1981 (BremABl. S. 683 – 223-n-5), außer Kraft ab 23. März 1983

### Hamburg
- Prüfungsordnung für die Zulassung zum Hochschulstudium ohne Reifezeugnis vom 3. März 1961 – 2 – F VII a 11 – (Mitteilungsblatt der Schulbehörde der Freien und Hansestadt Hamburg, MBlSchul 1961, Nr. 1, S. 44), in Kraft ab 1. April 1961

### Hessen
- Ordnung für die Zulassung zum Hochschulstudium ohne Reifezeugnis,

Prüfung für die Zulassung zum Hochschulstudium ohne Reifezeugnis, Ordnung des Hessischen Kultusministers vom 27. März 1963 – III/31 – 339 (17) (Amtsblatt des Hessischen Ministers für Erziehung und Volksbildung, ABl. HMEV S. 187)
Wissenschaftliches Gutachten durch Funk-Kolleg
- Erlass Nr. 206 des Hessischen Kultusministers vom 15. Oktober 1966 – E II 2 – 339 (656) – Amtsblatt des Hessischen Kultusministers, Abl. S. 1033 – zur Änderung der Ordnung der Prüfung für die Zulassung zum Hochschulstudium ohne Reifezeugnis vom 27. März 1963, Amtsblatt des Kultusministers 1966, ABl. HKM S. 1033

- Änderung der Ordnung für die Zulassung zum Hochschulstudium ohne Reifezeugnis,

Ordnung des Hessischen Kultusministers vom 10. Oktober 1972 – II C 3.1 – 339 (3279) (Amtsblatt des Kultusministers 1972, ABl. HKM S. 1154)
- Änderung der Ordnung für die Zulassung zum Hochschulstudium ohne Reifezeugnis,

Ordnung des Hessischen Kultusministers vom 31. Oktober 1973 – II C 1.1 – 339 (5178) (Amtsblatt des Kultusministers 1973, ABl. HKM S. 1423)
- Änderung der Ordnung für die Zulassung zum Hochschulstudium ohne Reifezeugnis,

Ordnung des Hessischen Kultusministers i. d. F. vom 26. August 1975 – II C 3.1 – 339/0-80 – (ABl. S. 574) außer Kraft am 31. Dezember 1984
- Änderung der Ordnung für die Zulassung zum Hochschulstudium ohne Reifezeugnis,

Ordnung des Hessischen Kultusministers vom 27. Juli 1982 – III A 3 – /0 -250– (Amtsblatt des Kultusministers 1982, ABl. HKM S. 1423)

### Niedersachsen
- Ordnung der Prüfung für die Zulassung zum Hochschulstudium ohne Reifezeugnis,

Bekanntmachung des Niedersächsischen Kultusministeriums vom 25. August 1959 – II A (2) 8950/59 (Nds. MBl. Nr. 38/1959, S. 670), in Kraft ab 1. Oktober 1959
- Ordnung der Prüfung für die Zulassung zum Hochschulstudium ohne Reifezeugnis,

Bekanntmachung des Niedersächsischen Kultusministeriums vom 8. Juni 1970 – II A (2) 8950/59 (Nds. MBl. Nr. 38/1970, S. 887), in Kraft ab 1. Oktober 1959
- Ordnung der Prüfung für die Zulassung zum Hochschulstudium ohne Reifezeugnis,

Bekanntmachung des Niedersächsischen Kultusministeriums vom 3. August 1971–2013 – B III 11 c – (Nds. MBl. Nr. 33/1971, S. 1090)
- Ordnung der Prüfung für die Zulassung zum Hochschulstudium ohne Reifezeugnis,

Bekanntmachung des Niedersächsischen Kultusministeriums vom 20. März 1974–2013 – B III 11 c – (Nds. MBl. Nr. 38/1974, S. 980), in Kraft ab 1. Oktober 1959
- Änderung der Ordnung der Prüfung für die Zulassung zum Hochschulstudium ohne Reifezeugnis,

Bekanntmachung des Niedersächsischen Kultusministeriums vom 21. März 1975 (Nds. MBl. Nr. 16/1975, S. 485)
- Ordnung der Prüfung für die Zulassung zum Hochschulstudium ohne Reifezeugnis,

Bekanntmachung des Niedersächsischen Kultusministeriums vom 23. Januar 1976 – 107 – 0644/75 – (GVBl. S. 79; Nds. MBl. Nr. 7/1976, S. 217)

### Nordrhein-Westfalen
- Ordnung der Begabtenprüfung für die Zulassung zum Hochschulstudium in Nordrhein-Westfalen,

Runderlaß des Kultusministers NW vom 23. Februar 1960 (ABl. KM S. 48), in Kraft am 23. Februar 1960

### Rheinland-Pfalz
- Ordnung für die Zulassung zum Hochschulstudium ohne Reifezeugnis in Rheinland-Pfalz,

Runderlaß vom 1. April 1954 (Amtsblatt des Ministeriums für Unterricht und Kultus S. 77), geändert durch Runderlaß vom 3. September 1969 (Amtsblatt des Ministeriums für Unterricht und Kultus S. 522)
- Änderung der Ordnung für die Zulassung zum Hochschulstudium ohne Reifezeugnis in Rheinland-Pfalz,

Runderlaß des Ministeriums für Unterricht und Kultus Nr. 225 vom 8. Dezember 1969 – V 9/4/1 Tgb. Nr. 410 – (Amtsblatt des Ministeriums für Unterricht und Kultus von Rheinland-Pfalz Nr. 26/1969, S. 522)

### Saarland
- Änderung der Ordnung der Prüfung für die Zulassung zum Hochschulstudium ohne Reifezeugnis,

Ordnung vom 23. Mai 1961 (Amtl. Schulbl. S. 169/1961), außer Kraft am 30. September 1970
- Ordnung der Prüfung für die Zulassung zum Hochschulstudium ohne Reifezeugnis,

Ordnung vom 5. August 1964 (Amtl. Schulbl. S. 110/1964), außer Kraft am 30. September 1970
- Ordnung der Prüfung für die Zulassung zum Hochschulstudium ohne Reifezeugnis,

Erlaß betreffend die Ordnung vom 1. Dezember 1970 – Az.: V/D – 4, Gemeinsames Ministerialblatt Nr. 13/1971 S. 182, GMBl. Saar 1972, S. 148, in Kraft ab 1. Dezember 1970
- Ordnung der Prüfung für die Zulassung zum Hochschulstudium ohne Reifezeugnis,

Erlaß betreffend die Änderung der Ordnung vom 1. Dezember 1971, Gemeinsames Ministerialblatt, GMBl. Saar N. 8/1972, S. 148, in Kraft ab 1. Dezember 1971, außer Kraft am 30. Juni 1973
- Ordnung der Prüfung für die Zulassung zum Hochschulstudium ohne Reifezeugnis,

Prüfungsordnung vom 1. März 1973 – Az.: V/B – 2 – 2343, Gemeinsames Ministerialblatt Nr. 13/1973, GMBl. Saar 1973, S. 147, in Kraft ab 1. Juli 1973

## 1976 bis 1982
Regelungen der Länder während der Zeit von 1976 bis 1982 (KMK-Vereinbarung zur Gleichstellung von Bildung und Berufsbildung vom 27./28. Mai 1982):

### Bremen
Ordnung der Prüfung für den Hochschulzugang von besonders befähigten Berufstätigen,
- Ordnung vom 3. März 1983 (Amtsblatt der Freien Hansestadt Bremen Nr. 21, 1983 S. 315), in Kraft ab 24. März 1983

### Hessen
- Verordnung über den Zugang besonders befähigter Berufstätiger zu den Fachhochschulen im Lande Hessen,

Verordnung vom 25. März 1982
- Verordnung über die Prüfung zum Erwerb der Allgemeinen Hochschulreife für besonders befähigte Berufstätige,

Verordnung vom 13. September 1983 (ABl. HKM 1983, S. 812)

### Rheinland-Pfalz
- Landesverordnung über die Prüfung für den Hochschulzugang von besonders befähigten Berufstätigen,

Landesverordnung vom 10. März 1978 (GVBl. S. 177, auch abgedruckt unter Nr. 66 im Amtsblatt des Kultusministeriums von Rheinland-Pfalz – 30. Jahrgang – vom 30. Mai 1978 Nr. 11), in Kraft ab 31. Juli 1978

## Von der Begabtenprüfung zur Gleichstellung von Berufsqualifizierten
Durch den Beschluss der Kultusministerkonferenz vom 27./28. Mai 1982 wurde vereinbart, die bisherige Begabtenprüfung abzuschaffen und die Hochschulen nur noch für Berufstätige zu öffnen (Der Hessische Kultusminister Vom Beruf zum Studium – Informationen für Berufstätige, die ohne Fachhochschulreife ein Studium an einer hessischen Fachhochschule aufnehmen möchten, Wiesbaden [Der Hessische Kultusminister] 1983). Nr. 9 der Vereinbarung bestimmte, dass sie bis zum 1. August 1985 in Landesrecht umgesetzt wird.
Eine Möglichkeit für Nicht-Berufstätige ein Studium ohne Reifezeugnis aufzunehmen bestand nun nicht mehr, künftig war eine staatlich anerkannte Berufsausbildung nachzuweisen. Die Regelung wurde besonders durch die Gewerkschaften begrüßt. Kritisiert wurde aber der Wegfall der Öffnung der Hochschulen für besondere soziale Gruppen ohne Berufsausbildung, z. B. für (Nur-)Hausfrauen, alleinerziehende Mütter, jugendliche Strafgefangene, minderqualifizierte Berufstätige, Ausländer usw. und die Einführung eines stark erweiterten Katalogs der traditionellen (Abitur-)Pflichtfächer (Georg Büchner Anmerkungen zum Ende des Begabtenabiturs in Hessen Frankfurt (vervielfältigtes Typoskript von Dozenten des Seminars für Politik an der Volkshochschule Frankfurt am Main März 1985)).